# Federico Alliney
Federico Alliney (Saonara, 3 september 1920 – Padua, 4 oktober 1991) was een medisch specialist in verloskunde-gynaecologie in Noord-Italië. 
Hij werd bekend als problemist voor schaak. Hij publiceerde vanaf 1982 vraagstukken en oplossingen over schaken in het Italiaans tijdschrift Scacchi e Scienze Applicate, uitgegeven bij Carminati in Venetië. Voor zijn dood gaf hij als supplement van dit tijdschrift een handboek schaak uit. Dit boek was getiteld Come si costruisce un problema di scacchi (1991) of Hoe een schaakprobleem opstellen. Het boek telt meer dan 800 opstellingen.